# Wapen van Nieuwegein

Het wapen van de gemeente Nieuwegein

Het wapen van Nieuwegein is het gemeentelijke wapen van de Utrechtse gemeente Nieuwegein. Het wapen werd op 4 maart 1972 door de Hoge Raad van Adel toegekend.

## Geschiedenis
De gemeente Nieuwegein is in 1971 ontstaan door samenvoeging van de gemeenten Jutphaas en Vreeswijk. Het wapen is niet afgeleid uit de wapens van de vroegere gemeenten, maar afgeleid van het zegel van de vroegere stad Geyne. In dit zegel kwamen de burcht en het wapen van de ridderhofstad Oudegein voor, die in het wapen zijn geplaatst in I. (boven) resp. II. (onder).

## Blazoen
De beschrijving luidde als volgt:
Doorsneden : I in keel 3 gekanteelde torens van zilver, verlicht van sabel, de middelste hoger en breder dan beide andere, en verbonden door gekanteelde muren van zilver, II golvend gedwarsbalkt van zilver en azuur van 8 stukken. Het schild gedekt met een gouden kroon van 3 bladeren en 2 parels.
N.B.:
- De heraldische kleuren zijn zilver (wit), keel (rood), sabel (zwart), azuur (blauw) en goud (geel).